# Håkan Boström
Håkan Allan Boström, född 27 maj 1939 i Eskilstuna, död 19 maj 2023, var en svensk författare. Han brukar räknas in bland de så kallade arbetarförfattarna.

## Författarskap
Boström var son till en metallarbetare och utbildade sig till konditor, men tvingades sluta på grund av allergi. Han började att skriva debattartiklar, lyrik och noveller i fackliga tidskrifter och utgav 1972 sin första diktsamling  Anteckningar från ett protokollfört möte.
Boströms författarskap präglas av samhällskritik och solidaritet med arbetarklassen. Hans första roman Vallmohöst, som utgavs 1973, är delvis självbiografisk och skildrar en uppväxt i en medelstor stad under andra världskriget. Flera av hans romaner utspelar sig i hemstaden Eskilstuna och baseras på dokumentärt material.
Något blir alltid över (1991) är en samtidsroman, medan Första striden (1993) utspelar sig 1897. Boström återvände till lyriken med Familjealbum (2006).
Han besökte Island första gången 1978 och har återvänt vid flera tillfällen. Det har resulterat i tre essäer om modern isländsk litteratur och möten med isländska författare. År 2005 skrev han sin första kriminalroman Smörblomman.
Håkan Boström tilldelades Ivar Lo-priset 1995.

## Priser och utmärkelser
- 1974 – Tidningen Vi:s litteraturpris
- 1983 – ABF:s litteratur- & konststipendium
- 1995 – Ivar Lo-priset